# Berufsakademie Emsland
Die Berufsakademie Emsland war von 1988 bis zum 31. Mai 2011, ihrem Übergang in die Hochschule Osnabrück, die älteste Berufsakademie in Niedersachsen.
Sie war nach dem Berufsakademiegesetz staatlich anerkannt und vom Sommer 2004 bis zum Sommer 2011 nach internationalem Standard akkreditiert. Als erste Berufsakademie in Deutschland verlieh sie den Bachelor-Abschluss in drei verschiedenen Studiengängen (Betriebswirtschaft, Wirtschaftsingenieurwesen, Wirtschaftsinformatik). 
Seit ihrer Integration in die Hochschule Osnabrück per 1. Juni 2011 werden die dualen Studiengänge in der Fakultät Management, Kultur und Technik (MKT) am Institut für Duale Studiengänge (IDS) fortgeführt.